# Dasydorylas discoidalis
Dasydorylas discoidalis är en tvåvingeart som först beskrevs av Becker 1898.  Dasydorylas discoidalis ingår i släktet Dasydorylas och familjen ögonflugor. Inga underarter finns listade i Catalogue of Life.